# Teeth (dal)
A Teeth Lady Gaga amerikai énekesnő dala. A szám a 2009-es The Fame Monster című kiadványán jelent meg, amely második stúdióalbuma illetve harmadik középlemeze volt. A dalt Gaga, Taja Riley, Pete Wyoming Bender és Teddy Riley szerezték, míg a produceri munkát Gaga és Teddy Riley végezték. Orális témával rendelkezik és „perverz” indulónak illetve a szadomazochizmus felé intézett ódának nevezték. A Teeth legjobb helyezése a 107. volt a brit kislemezlistán, és vegyes kritikákkal illették a zenei kritikusok. Gaga előadta a dalt a The Monster Ball Tour című második világ körüli turnéján. 2013-ban Riley büntető kártérítést indított és 500 000 dollárra perelte Gagát a dalszerzői jogokat illetően, mivel elmondása szerint az ígéretekkel szemben nem kapta meg a 25%-os jogdíjat ami illeti.

## Háttér és kompozíció

Lady Gaga a Teeth előadása közben a The Monster Ball Tour-on 2010 májusában

A Teeth szövegét Lady Gaga, Taja Riley, Pete Wyoming Bender és Teddy Riley írták, míg a produceri munka Gagához és Teddy Riley-hoz köthető. „Perverz indulónak” és a szadomazochizmus felé intézett „gospel ódának” nevezték. Bradley Stern a MuuMuse-tól úgy írta le a dalt, hogy „részben musical, részben country és helyenként kicsit törzsi elemeket is tartalmaz”. A Popjustice szerint a Teeth egy „imbolygó, doboló, ütemes induló”, ami olyan dalszöveggel indít, hogy „nem akarok pénzt, csak a szexet tőled”, majd később azt ismételgeti, hogy „mutasd a fogaidat!” Szövegét tekintve Gaga arra kéri kedvesét, hogy mutassa meg számára a fogait. A MusicOMH szerint „a háttérben egy másik hang furcsa üzeneteket énekel, amelyek lehet, vagy lehet hogy nem a fogászattal kapcsolatosak.” A Music Times írásában azt közölte, hogy a „mocskos” hangzású kürthangok a számban jól mutatják Riley munkásságát. Egy MTV-vel készített interjúban Gaga elmagyarázta a dal és szövegének jelentését: „két dolgot jelent, az egyik szerint egy fiatalos másodlagos jelentésben az orális szexről szól a dal, de ezen kívül a szörny a dalban az igazságtól való félelem. A »mutasd a fogaidat« azt jelenti, hogy »mondd el az igazat«, és azt gondolom, hogy hosszú ideje az életemben a szexet felcseréltem az igazsággal.”
2013-ban Teddy Riley büntető kártérítést indított és 500 000 dollárra perelte Gagát a dalszerzői jogokat illetően, és azt nyilatkozta, hogy a lánya, Taja „csalást követett el, és megsértette a szerzői jogokat azzal, hogy egyezséget kötött az EMI-vel a dalban való szerepét illetően”. Riley azt mondta, hogy nem kapta meg az ígért 25%-os részesedést a jogdíjakból. A lányát is megpróbálta beperelni, és kijelentette, hogy „a részvétele a kompozíció megalkotásában, a dalszerzésben és a Teeth dallal kapcsolatos tulajdoni joga mind hamisak és valótlanok”. A Music Times egyik írásában az olvasható, hogy Teddy Riley munkája a Teeth-ben az egyetlen közreműködése volt a The Fame Monster-ön, és a számot a középlemez „legjelentéktelenebbjének” nevezték.

## Fogadtatás
A Teeth vegyes fogadtatást kapott a kritikusoktól; voltak akik dicsérték a dalt, mások azonban az album legrosszabbjának nevezték. Gaga énekhangját Christina Aguilera hangjához hasonlították. Sal Cinquemani a Slant Magazine-tól azt írta a dalról, hogy „olyan mintha Michael Jackson utolsó stúdióalbumáról lenne Christina Aguilera által énekelve… ha ezzel tud a legközelebb kerülni egy emberi lényhez, hogy kikötözi és megharapja, az sokat elmond”. A Blogcritics-től Clayton Perry úgy vélte, hogy a Teeth a Monster és a Telephone számok mellett „keményebben üt, mint bármi, amit eddig kiadott”. Az értékelésében, amelyet Tony Hardy a Consequence of Sound számára készített a férfi úgy írta le a dalt, hogy „egy ismétlődő ének, amely a lényegét az első verze során megérteti, amitől a többi része majdnem fölöslegessé válik”. Nick Levine a Digital Spy-tól azon a véleményen volt, hogy a Teeth „hangzását tekintve GaGa eddigi legérdekesebb dala amihez a nevét adta, egy óda a durva szexhez, mindezt egy intenzív, törzsi produceri munkán végigvezetve, amely Chertől a Half Breed-et és a Fleetwood Mac-től a Tusk-ot idézi”.
A MusicOMH a Teeth-et az album „legnagyobb csavartlabdájának” nevezte az értékelésében. „Nem igazán lyukad ki sehová, a refrént vegyíti a verzékkel, de még így is egy táncra késztető dal, amely talán előrevetíti, hogy merre halad majd Gaga legközelebb.” A MuuMuse-tól Stern szerint a dal arra invitálja a hallgatóit, hogy „lazuljanak el, és… hát, süllyesszék a fogukat a zenébe”. Hozzátette, hogy „furcsa választás ezzel zárni az albumot, habár bizonyosan kielégíti majd a közönséget az élő koncerteken ítélve az addiktív üteme alapján”. A Popjustice nyolcból hatost adott a számnak, és azt írták, hogy „behatol a Black Betty területére”. Evan Sawdey a PopMatters-től úgy vélte, hogy a Teeth „hangzását tekintve Gaga eddigi legkalandosabb dala”. Az Under the Rader kritikusa, Nick Hyman azt gondolta, hogy a dal a legrosszabb az albumról. A New York magazinnal összefüggésbe hozható Vulture online blog az énekesnő „Legjobb szövegeit” összegyűjtő oldalán a Teeth egyik dalszövegrészletét is a listára helyezte.
2011-ben a Discovery Channel a Teeth-et használta, hogy népszerűsítve „Cápa hét” elnevezésű műsorfolyamát. A Target Corporation egy „éneklő” fogkefét dobott piacra, amely kétperces részleteket játszik le a Born This Way-ből és a Teeth-ből.

## Élő előadások

Lady Gaga „vicsorogva” adja elő Teeth című dalát a Monster Ball című, második világ körüli turnéján

Gaga előadta a Teeth-et a The Monster Ball Tour-on. A The Riverfront Times szerint a 2010 januári fellépése a dallal St. Louis-ban „fantasztikus” volt, és úgy írta le, mint „egy vad Broadway szám, tele vámpírokkal, életerővel és koreografált táncmozdulatokkal, amely a Chicagót idézte fel”. Gaga egy „dühös verziót” adott elő a dalból néhány nappal később a Radio City Music Hall-ban; Gaga „állatias módon hajolt előre, körülvéve egy csapat ragadozó kinézetű táncossal”, miközben egy „kegyetlen” farkast vetítettek a háttérbe. Megmarkolta az ágyékát és „vicsorgott”, ezzel nyomatékosítva a dalszöveget; Dan Aquilante a New York Post-tól úgy vélte, hogy ezek a cselekedetei „nem tűntek nem helyénvalónak”. Gaga 2010 augusztusában egy „koncert változatot” adott elő a dalból a Lollapalooza fesztiválon, amely során egy gitárszóló hangzott el, ahányszor elénekelte a „Show me your teeth!” szövegrészt. Néhány alkalommal mikor előadta a dalt, elmondta a koncertközönségnek, hogy ő sohasem playback-kel. Mike Lepage Gaga 2011 áprilisi, Montrealban adott koncertjéről készített beszámolójában azt írta, hogy ez az emlékeztető „szükségtelen” volt, és hozzátette: „Micsoda idióta az, aki épp ezzel vádolná meg ezt a kanárisárga hajú dinamót? Pont, hogy be sem lehetett fogni Gaga száját, és meg van hozzá a képessége és a büszkesége is, hogy élőben képes legyen kiszolgálni a közönséget.” Gaga szakadó esőben előadta a dalt az NBC Today Show műsorának nyári koncertsorozatában is.

## Közreműködők
- Lady Gaga – éneklés, dalszerzés, produceri munka, háttérvokál
- Pete Wyoming Bender – dalszerzés
- Teddy Riley – produceri munka, dalszerzés
- Taja Riley – dalszerzés
- Dave Russell – felvételi munka a Record Plant-ban  (Los Angeles, Kalifornia), hangkevezés a Mason Sound-ban (Észak Hollywood, Kalifornia)
- Mike Daley – felvételi munka asszisztens

A The Fame Monster albumban található bookletben szereplő információk alapján.

## Slágerlistás helyezések
| Slágerlista (2011)                           | Legjobb helyezés |
| -------------------------------------------- | ---------------- |
| Brit kislemezlista (Official Charts Company) | 107              |

## Fordítás
- Ez a szócikk részben vagy egészben  a   Teeth (song) című angol Wikipédia-szócikk fordításán alapul.  Az eredeti cikk szerkesztőit annak laptörténete sorolja fel. Ez a jelzés csupán a megfogalmazás eredetét és a szerzői jogokat jelzi, nem szolgál a cikkben szereplő információk forrásmegjelöléseként.